# Albert Einstein (trein)
De Albert Einstein was een internationale trein tussen Zwitserland en Tsjechië. De trein is genoemd naar de Duits-Zwitsers-Amerikaanse natuurkundige Albert Einstein die onder meer in Praag en Bern werkzaam was.

## EuroCity
Nadat Tsjecho-Slowakije op 1 januari 1993 was gesplitst in Tsjechië en Slowakije kreeg Tsjechië als vierde voormalig Oostblok-land aansluiting op het EuroCity-net. Het zwaartepunt lag daarbij op verbindingen in noord-zuid richting. Van de toen zeven EuroCity's in Tsjechië was de Albert Einstein de enige die vanuit Praag in westelijke richting reed. Via de grensovergang Furth im Wald werd Duitsland bereikt. Tussen München en Lindau werd de Allgäuroute gevolgd. De trein was de vierde EuroCity op de Allgäuroute zodat de frequentie tussen München en Zürich verder verbeterde. De trein eindigde 's avonds in Bern maar begon de terugreis in Interlaken. Op 28 mei 2000 werd de treindienst opgeknipt. Het traject Praag - München bleef onder de treinnummers EC 166 en EC 167 rijden, maar het deel naar Zwitserland werd ingekort tot Zürich en bovendien van eigen nummers voorzien, EC 196 en EC 197. Zo reden er tot 1 juni 2001 twee EuroCity's met de naam Albert Einstein. Op 1 juni 2001 verviel het deel tussen München en Praag en op 15 december 2002 verviel ook de andere Einstein tussen München en Zürich.

## Rollend materieel
De trein was tot 28 mei 2000 samengesteld uit rijtuigen van de ČD. Vanaf 28 mei 2000 verzorgde de Zwitserse federale spoorwegen (SBB) de treindienst tussen Zürich en München en bestond de trein op dat deeltraject uit rijtuigen van SBB. Het deel tussen München en Praag werd daarna nog een jaar verzorgd door de ČD.

## Route en dienstregeling
| EC 166 | land        | station                  | km  | EC 167 |
| ------ | ----------- | ------------------------ | --- | ------ |
| 07:27  | Tsjechië    | Praag hlavní nádraží     | 0   | 20:37  |
|        | Tsjechië    | Plzeň hlavní nádraží     | 114 |        |
|        | Tsjechië    | Domažlice                | 173 |        |
|        | Duitsland   | Furth im Wald            | 196 |        |
|        | Duitsland   | Cham (Oberpfalz)         | 215 |        |
|        |             | Schwandorf               | 263 |        |
|        | Duitsland   | Regensburg Hbf           | 305 |        |
|        | Duitsland   | Neufahrn in Niederbayern | 344 |        |
|        | Duitsland   | Landshut Hbf             | 367 |        |
|        |             | Freising                 | 401 |        |
|        | Duitsland   | München Hbf              | 443 |        |
|        | Duitsland   | Kempten in Allgäu        | 574 |        |
|        | Duitsland   | Lindau                   | 664 |        |
|        | Oostenrijk  | Bregenz                  | 674 |        |
|        | Zwitserland | St. Margrethen           | 688 |        |
|        | Zwitserland | St. Gallen               | 715 |        |
|        | Zwitserland | Winterthur               | 772 |        |
|        | Zwitserland | Zürich HB                | 798 |        |
|        | Zwitserland | Olten                    | 860 |        |
| 19:45  | Zwitserland | Bern                     | 927 |        |
| **:**  | Zwitserland | Interlaken Ost           | 999 | 07:11  |